# Ennemond de Lyon

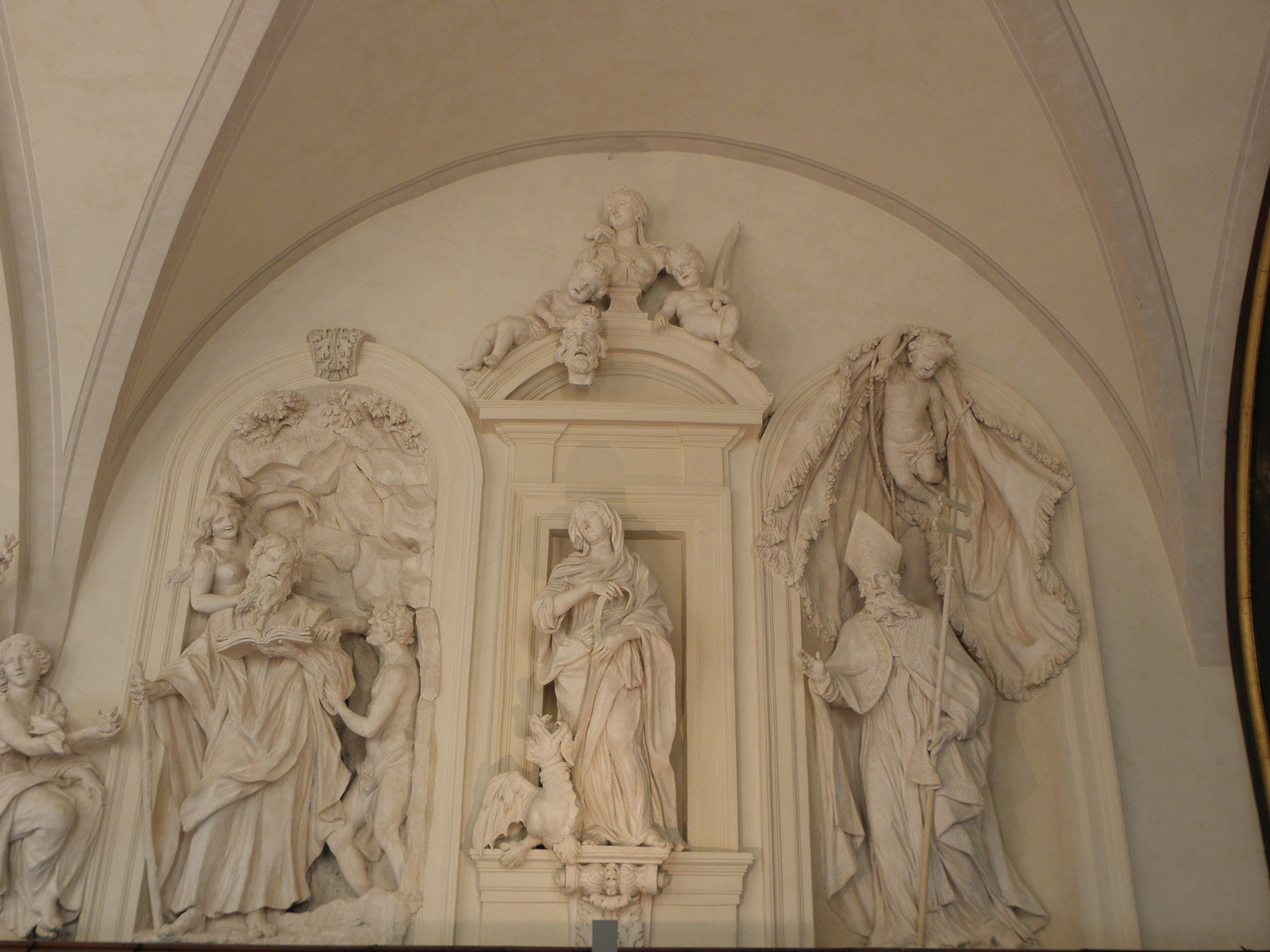
Saint Antoine, Marguerite and Ennemond.

Ennemond (Aunemundus) ou Dauphin (Dalfinus) ou encore Chaumond est un évêque de Lyon, il est mort martyr le 28 septembre 657 à Chalon-sur-Saône. Il est inscrit au martyrologe romain et  fêté le 28 septembre.

## Biographie
Il fut élevé au palais sous Dagobert et Clovis II où il jouissait d'une certaine influence, et fut parrain du fils aîné de Clovis II.
Les textes hagiographiques tardifs le disent issu d'une famille gallo-romaine bien que son nom soit d'origine germanique, plus courant chez les burgondes à la fin du Ve siècle. Ces mêmes textes lui attribuent un frère Dauphin (Dalfinus) préfet des Gaules. Les récits de ses contemporains Étienne de Ripon et Bède le Vénérable nomment l'évêque de Lyon Dalphinus et ne font aucune mention de son frère.
Succédant à Viventius, il devient archevêque de Lyon entre 652 et 654 sous le règne de Clovis II. Il créa une communauté de femmes se consacrant à Dieu.
La tradition lui attribue l'évangélisation de la région de Saint-Chamond (Castellum Sancti Admundi) dont l'église renferme encore une de ses reliques. 
Victime d'un complot fomenté par le maire du palais, Ebroin, il a été assassiné le 28 septembre 657 près de Chalon-sur-Saône,  lors d'un voyage de Paris à Lyon. 
Son corps a été ramené à Lyon soit à l'abbaye Saint-Pierre soit à l'église Saint-Nizier. Genesius lui succèda.
Ennemond est aussi vénéré à Bellegarde-en-Forez et à Champdieu. Il a donné son nom à la commune de Saint-Ennemond dans l'Allier et par dérivation linguistique à celle de Saint-Chamond dans la Loire.
Une de ses reliques est conservée dans l'église Saint-Ennemond de Saint-Étienne.

## Légende
On raconte que c'est Ennemond qui, le premier, imagina d'appeler les fidèles à l'office en faisant sonner les cloches des églises. De même, au moment où sa dépouille fut ramenée à Lyon, toutes les églises se seraient mises à sonner sur son passage. 

## Représentations
Une statue dans l’église Saint-Ennemond à Saint-Étienne le représente en habits épiscopaux, tenant le livre des Écritures à la main.

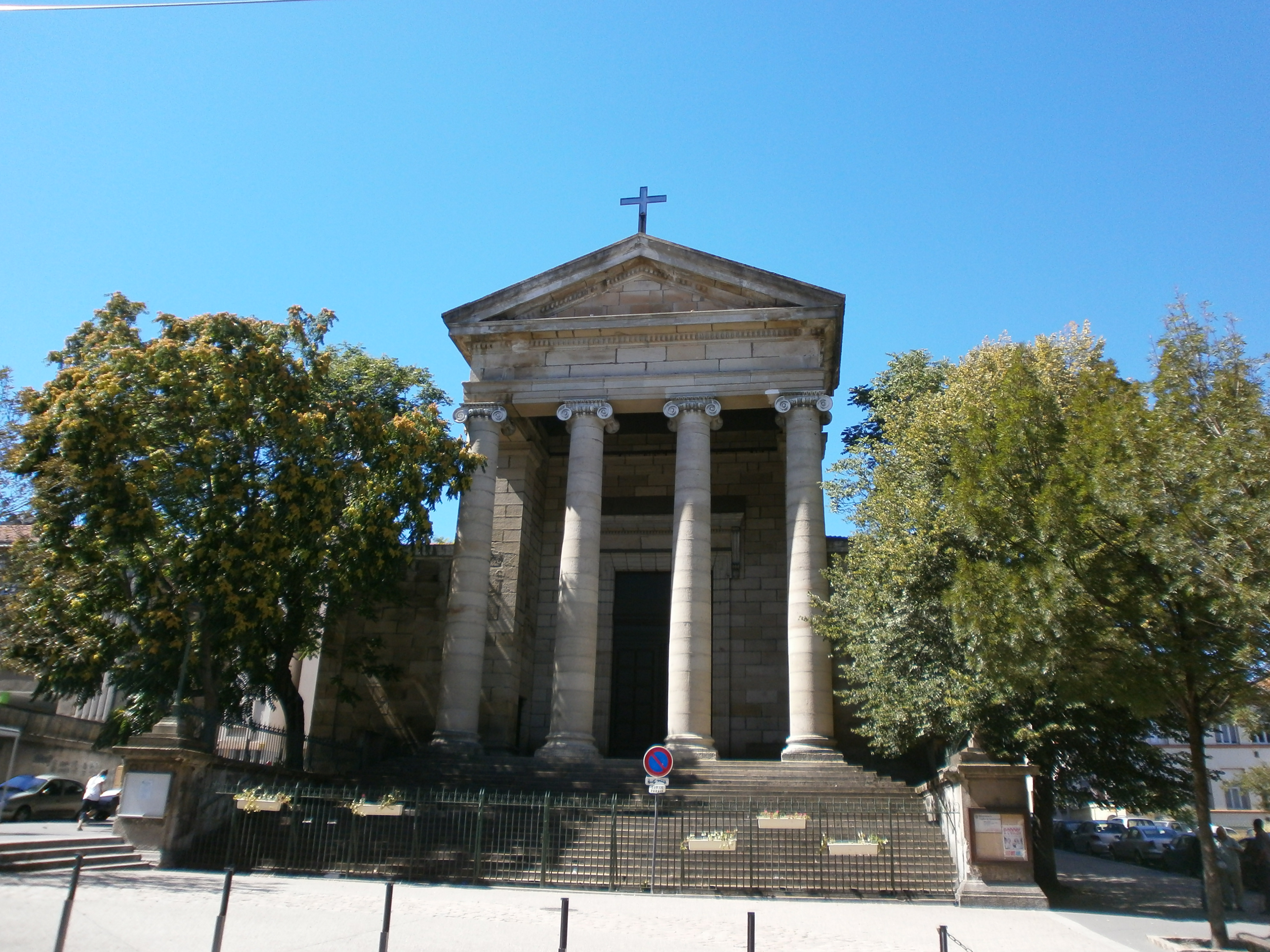
L'église Saint-Ennemond à Saint-Étienne.